# Parc national de Bukit Barisan Selatan
Le parc national de Bukit Barisan Selatan, en indonésien Taman Nasional Bukit Barisan Selatan ou TNBBS est un parc national, situé dans la province indonésienne de Lampung, à la pointe sud de l'île de Sumatra. Comme son nom l'indique, il est situé dans la partie sud de la chaîne des Bukit Barisan qui longe la côte occidentale de l'île, du nord-ouest au sud-est.
Le parc couvre une superficie de 356 800 hectares, dont 70 % sont constitués de forêt tropicale, un habitat menacé.

## Flore et faune
Le parc national s'étend en longueur le long des monts Bukit Barisan sur une largeur moyenne de 45 km pour une longueur d'environ 350 km.
Des plantes rares de la région y sont représentées en plus de plusieurs variétés de Nepenthes comme la Nipa palm, Casuarina equisetifolia, Anisoptera curtisii et le Bois de Rose ou Ramin (Gonystylus bancanus), ainsi que des Sonneratia,  Pandanus, Shorea et l'espèce Dipterocarpus.  Les plus grandes fleurs du parc comprennent les énormes Rafflesia arnoldii, Amorphophallus decus-silvae, Amorphophallus titanum ainsi que la plus grande orchidée au monde la Grammatophyllum speciosum
Ce parc abrite également plusieurs espèces d'animaux très menacées comme :
- L'Elephant de Sumatra (environ 500 individus, soit 25 % de la population totale de l'espèce vit dans le parc)
- Le Lapin de Sumatra (peu de données sont disponibles sur cette espèce)
- Le Rhinoceros de Sumatra (environ 60 à 80 individus vivent au sein du parc, soit environ le même nombre que ceux vivant dans le parc national du Gunung Leuser, ces 2 parcs abritent donc la quasi-totalité des animaux de l'espèce.
- Le très rare Tigre de Sumatra donc il ne reste guère plus de 40 individus soit 10 % de la population totale de Sumatra qui vivent encore dans ce parc.

Le parc est l'une des priorités de l'« Asian Rhino and Elephant Action Strategy » (AREAS) du WWFar.
Le parc fait partie de l'ensemble « Bukit Barisan Selatan-Kerinci-Riau », une des sept priorités du WWF pour la protection du tigre.
Avec les parcs nationaux de Gunung Leuser et Kerinci Seblat, Bukit Barisan Selatan forme un « patrimoine des forêts tropicales ombrophiles de Sumatra » inscrit à la liste du patrimoine mondial de l'UNESCO.

## Historique et menaces diverses
Ce parc a été le premier à faire l'objet d'une protection par les autorités des anciennes Indes orientales néerlandaises dès 1935 et fut ainsi déclarée réserve naturelle du Sud Sumatra. Elle devint ensuite parc national en 1982.
Depuis les années 1970, le parc a été progressivement occupé par des squatters de différentes origines, et malgré les différentes expulsions forcées dans les années 1980, leur nombre s'est à nouveau accru depuis 1998. Plusieurs études récentes ont montré que leur nombre pourrait atteindre jusqu'à plus de 125 000 habitants répartis sur environ 55 000 ha. 
Pour la période de 1972 à 2006 on estime que le parc a subi une déforestation d'environ 63 000 ha soit 20 % de sa superficie au profit d'une agriculture illégale, essentiellement des plantations de café.